# Sibiriulus baigazanensis
Sibiriulus baigazanensis  (лат.) — вид двупарноногих многоножек из отряда кивсяков.
Вид был обнаружен в 2014 году на территории Алтайского заповедника его научным сотрудником Мирославой Сахневич. Видовое латинское название дано в честь места обнаружения в окрестностях кордона Байгазан.
Длина самцов многоножки Sibiriulus baigazanensis составляет 14—15 мм, самок 15—17 мм, диаметр тела 0,8—0,9 мм и 1,0—1,2 мм соответственно. Тело состоит из 40—42 сегментов с двумя парами ног на каждом. Окраска коричневая с темно-коричневыми пятнами.